# Josep Leonci Lasplazas Pujolar
Josep Leonci Lasplazas Pujolar   (Llers, 18 de juliol de 1897 - Barcelona, 20 d'agost de 1975), conegut com a José L. Lasplazas, fou un periodista i dirigent esportiu català.

## Biografia
En la seva joventut practicà diversos esports. En rem, va ser component de l'equip espanyol de vuit amb timoner que va participar en els Jocs Olímpics de París 1924; en futbol va jugar com a porter a l'Universitary SC, en el qual va coincidir amb Ricard Zamora, fou designat seleccionador català de futbol (1941-71), tot i que els partits els dirigia habitualment un entrenador professional, i entre el juny del 1959 i l'octubre del 1960 formà part d'un trio seleccionador de l'equip estatal; en rugbi va ser campió d'Espanya amb el Club Natació Barcelona, i en natació va ser campió de Catalunya en salts de trampolí. Com a dirigent esportiu va ser president de la Federació Catalana de Rem durant uns mesos de l'any 1935 representant el Reial Club Marítim de Barcelona.
La seva activitat com a esportista la va compaginar amb la de periodista, començà la seva trajectòria com a redactor de la Gaceta Sportiva (1922) i Sports (1923) i com a redactor en cap d'Aire Libre (1923). Seguí en el Diari de Barcelona i El Mundo Deportivo (1924-36). Després de la Guerra Civil Espanyola continuà col·laborant en ambdós diaris fins a la seva mort, el segon dels quals arribà a dirigir (1940-67). Fou locutor i cap d'esports de Ràdio Nacional d'Espanya a Barcelona, on la seva tasca fou reconeguda amb el premi Ondas (1956). Presidí l'Associació de Periodistes Esportius de Barcelona. També fou conferenciant sobre temàtica esportiva, i publicà la Enciclopedia de los Deportes (1959).